# The Murder on the Links
The Murder on the Links (Assassinato no Campo de Golfe, no Brasil | Poirot, o Golfe e o Crime ou Crime no Campo de Golfe, em Portugal) é um romance policial de Agatha Christie, publicado em 1923, protagonizado pelo detetive Hercule Poirot e por seu amigo Capitão Arthur Hastings.
A história se passa no norte da França, onde Poirot encontra seu rival da Sûreté. A longa memória de Poirot por acontecimentos passados e similares mostra-se útil na resolução dos crimes. O livro é notável por uma subtrama em que Hastings se apaixona, um desenvolvimento "muito desejado por parte de Agatha ... levando Hastings a felicidade conjugal na Argentina".
As resenhas publicadas compararam positivamente a Sra. Christie a Arthur Conan Doyle e seus mistérios de Sherlock Holmes. Sobre Poirot, ainda um novo personagem, um crítico disse que ele era "um contraste agradável com a maioria de seus concorrentes furiosos; e até se suspeita de um toque de sátira nele".

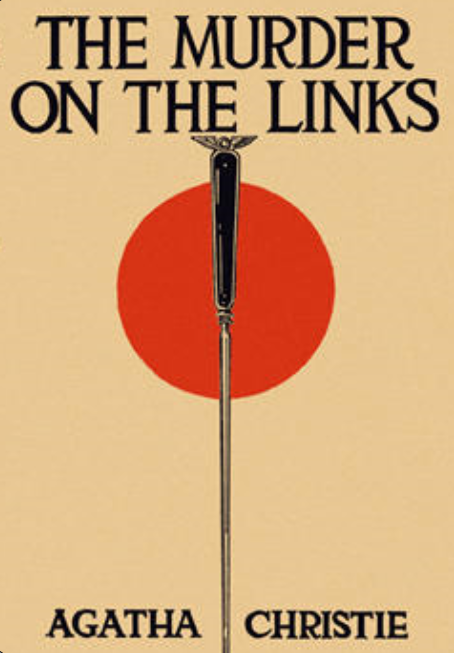

## Resumo
Arthur Hastings, numa viagem de metrô, conhece uma misteriosa jovem. Ao partir, pergunta seu nome, e ela diz se chamar Cinderela.
Algum tempo depois, o detetive Hercule Poirot recebe uma carta da França, com um pedido de ajuda: o Sr. Renauld teme que sua vida esteja ameaçada, e sem deixar claro os detalhes da situação, pede a Poirot que se encontrem, para que este investigue a questão. Poirot e seu amigo Arthur Hastings partem imediatamente para Merlinville-sur-mer, no litoral francês. 
Lá chegando, eles descobrem ser tarde demais. O Sr. Renauld fora assassinado na noite anterior; seu corpo encontrado por trabalhadores que estavam construindo um campo de golfe nos terrenos da mansão. Mesmo não podendo mais falar com o seu cliente, Poirot decide investigar junto à polícia francesa e outro detetive, Giraud, cujos métodos são bem diferentes dos que Poirot utiliza e considera eficazes, gerando uma disputa entre os dois. Entre os suspeitos, estão os familiares e vizinhos do morto: sua esposa Eloise, seu filho Jack, a vizinha Madame Daubreuil e sua filha Marthe, namorada de Jack. 
A investigação tem início e grandes reviravoltas aguardam Poirot e Hastings.